# Club Juventud Alcalá (Handball)
Club Juventud Alcalá (deutsch: Jugendclub Alcalá) war ein spanischer Handballverein aus Alcalá de Henares. Das erste Männerteam trat in der höchsten spanischen Liga, der Liga Asobal, an.

## Geschichte
Im Jahr 1990 wurde die Lizenz für die erste Liga von Club Deportivo Cajamadrid übernommen, nachdem sich der Hauptsponsor dieses Vereins, die Sparkasse Caja de Ahorros y Monte de Piedad de Madrid, neu aufgestellt hatte. Für vier Jahre wurde eine weitere finanzielle Unterstützung in Höhe von 130 Millionen Peseten pro Jahr vereinbart. In der Liga Asobal spielte das Team in der Saison 1991/1992 gegen den Abstieg. Die Saison 1992/1993 beendet das Team auf Platz 10, die Saison 1993/1994 auf Platz 3. Nach einem 13. Platz in der Saison 1994/1995 und den gewonnenen Playoffs gegen Zweitligist Ademar León schaffte das Team knapp den Klassenerhalt, stand aber finanziell am Ende und der Verein wurde aufgelöst.

## Spieler
Spieler im Verein waren unter anderem Dragan Momić, Csaba Szücs, Jovica Elezović und Oleg Lvov.

## Halle
Der Verein trat im pabellón Ruiz de Velasco an.